# Les Essards (Charente)
Essards – miejscowość i gmina we Francji, w regionie Nowa Akwitania, w departamencie Charente.
Według danych na rok 1990 gminę zamieszkiwały 193 osoby, a gęstość zaludnienia wynosiła 21 osób/km² (wśród 1467 gmin regionu Poitou-Charentes Essards plasuje się na 804. miejscu pod względem liczby ludności, natomiast pod względem powierzchni na miejscu 874.).